# Laila – Liebe unter der Mitternachtssonne
Laila – Liebe unter der Mitternachtssonne (Originaltitel: Laila) ist ein schwedisch-deutscher Spielfilm von Rolf Husberg aus dem Jahr 1958. Das Drehbuch verfassten der Regisseur und Adolf Schütz. Es basiert auf dem Roman „Laila“ (Originaltitel Fra Finmarken. Skildringer) von Jens Andreas Friis. Die Hauptrollen sind mit Erika Remberg, Joachim Hansen und Birger Malmsten besetzt. In Schweden konnte man den Film erstmals am 26. Dezember 1958 auf der Leinwand sehen, in der Bundesrepublik Deutschland bereits am 13. November 1958.
Der Filmstoff wurde bereits 1929 von dem dänisch-deutschen Filmemacher George Schnéevoigt als Stummfilm erstmals inszeniert. Die Titelrolle war seinerzeit mit der schwedischen Schauspielerin Mona Mårtenson besetzt. 1936/37 setzte er die Geschichte abermals in Szene mit der Schwedin Aino Taube in der Rolle der Laila.

## Handlung
Ein heftiger Schneesturm fegt über das nördliche Norwegen hinweg. Der Siedler Nielsen ist auf seinem Rentierschlitten in Begleitung seiner Frau und dem nur wenige Tage alten Kind auf der Flucht vor einem Wolfsrudel. Plötzlich stürzt der Schlitten einen Abgrund hinunter. Die Eheleute finden den Tod; der Säugling aber wird herausgeschleudert und bleibt im Schnee liegen. Bald wird das Kind von dem Lappen Aslak gefunden und in sein Zelt mitgenommen. Weil er und seine Frau Elli sich schon seit Langem ein Kind wünschen, geben sie das Mädchen als ihr eigenes aus und lassen es auf den Namen „Laila“ taufen. Ohne über ihre Herkunft Bescheid zu wissen, wächst Laila unter den Lappen und mit ihrer Kultur auf. Sie lernt, die wilden Rentiere einzufangen und zu zähmen. Mit besonderer Liebe hängt sie an ihrem eigenen Rentier, das den Namen „Sturmwind“ trägt.
Laila reift zu einer schönen jungen Frau heran. Mit „Sturmwind“ beteiligt sie sich am jährlichen Rentier-Wettrennen und siegt, obwohl Mellet als klarer Favorit galt, ausgerechnet der Mann, den sie einmal heiraten soll. Dagegen hat sie auch – noch – keine Einwendungen. Dies ändert sich aber jäh, als sie auf dem Markt von Kautokeino Anders Lind kennenlernt, einen norwegischen Handelsherrn mit einer modernen Lebensauffassung. Alsbald fühlt sie sich magisch von ihm angezogen, und auch Anders erwidert ihre Liebe.
Lailas Ziehvater jedoch ist Anders ein Dorn im Auge. Er hat seine Tochter Mellet versprochen, und daran will er nicht rütteln lassen. Es ist schließlich Tradition, dass ein Lappenmädchen nur einen Lappen heiraten darf. Um den Mann, den sie liebt, wiederzusehen, fährt Laila heimlich in einem Kanu den gefährlich angeschwollenen Fluss nach Kautokeino hinunter. In den Stromschnellen kentert das Boot. Besinnungslos wird Laila ans Ufer geschwemmt. Obwohl die junge Frau bei ihrem Abenteuer fast ihr Leben verloren hätte, lässt sich der stolze Aslak nicht umstimmen. Er beharrt weiter darauf, dass Laila Mellet heiraten müsse. Nur widerwillig erklärt sich das Mädchen dazu bereit.
Ein letztes Mal will Laila sich noch mit Anders treffen, der jedoch zu der Verabredung nicht erscheint. Sie kann nicht wissen, dass Anders auf dem Weg zu ihr von dem eifersüchtigen Mellet abgefangen und in einen Abgrund gestoßen worden ist. Er kommt mit dem Leben davon, jedoch braucht es seine Zeit, bis er wieder genesen ist.
Der Tag der Eheschließung ist angebrochen. Als sich die Hochzeitsgesellschaft versammelt hat, erwarten der stolze Bräutigam und sein Schwiegervater in spe die festlich geschmückte Laila. Unvermittelt bricht ein ungebetener Gast in die Hochzeitsgesellschaft ein – Anders Lind! Es folgt ein heftiger Zusammenstoß der beiden Rivalen. Anders gewinnt die Oberhand. Danach gelingt es ihm, Aslak in die Enge zu treiben und ihm klarzumachen, dass das Recht der Liebe stärker sei. Schweren Herzens gesteht Aslak, wie er und seine Frau zu ihrer „Tochter“ gekommen sind, und dass er deshalb kein Recht habe, Laila gegen ihren Willen zu einer Hochzeit zu zwingen. Laila ist frei – frei für Anders.

## Produktionsnotizen, Veröffentlichung
Die Außenaufnahmen entstanden im norwegischen sowie im schwedischen Lappland, die Innenaufnahmen in den Studios von Stockholm. Harald Garmland schuf die Kostüme.
Ins Fernsehen war der Film erstmals am 26. Mai 1973 zu sehen. Ausgestrahlt wurde er vom ZDF. Am 21. April 2017 gab der Pidax Film- und Hörspielverlag (Alive AG) den Film innerhalb der Reihe „Filmklassiker“ auf DVD heraus.

## Kritik
Das Lexikon des internationalen Films gelangte zu einem positiven Schluss: „Geradlinige, volkstümlich und folkloristisch aufgezäumte Liebesgeschichte mit schönen Landschaftsaufnahmen vom Polarkreis.“
Cinema befand, dass Ingmar Bergmans bevorzugter Kameramann Sven Nykvist für „edle Optik“ gesorgt habe, die jedoch nur begrenzt „für zu viel Schmalz entschädig[e]“. Fazit: „Herzenswärme aus dem hohen Norden“.

## Quelle
- Programm zum Film: Das Neue Film-Programm, Klemmer Verlag, Mannheim, Nr. 4158[8]